# 米爾涅 (塔拉拉伊夫卡區)
50°42′28″N 33°2′53″E / 50.70778°N 33.04806°E
米爾涅（烏克蘭語：Мирне），是烏克蘭北部的村莊，隸屬切爾尼希夫州的普里盧基區。該村始建於1890年，面積3.41平方公里，海拔高度163米，2001年人口39，人口密度每平方公里11.4人。